# Christian Songs

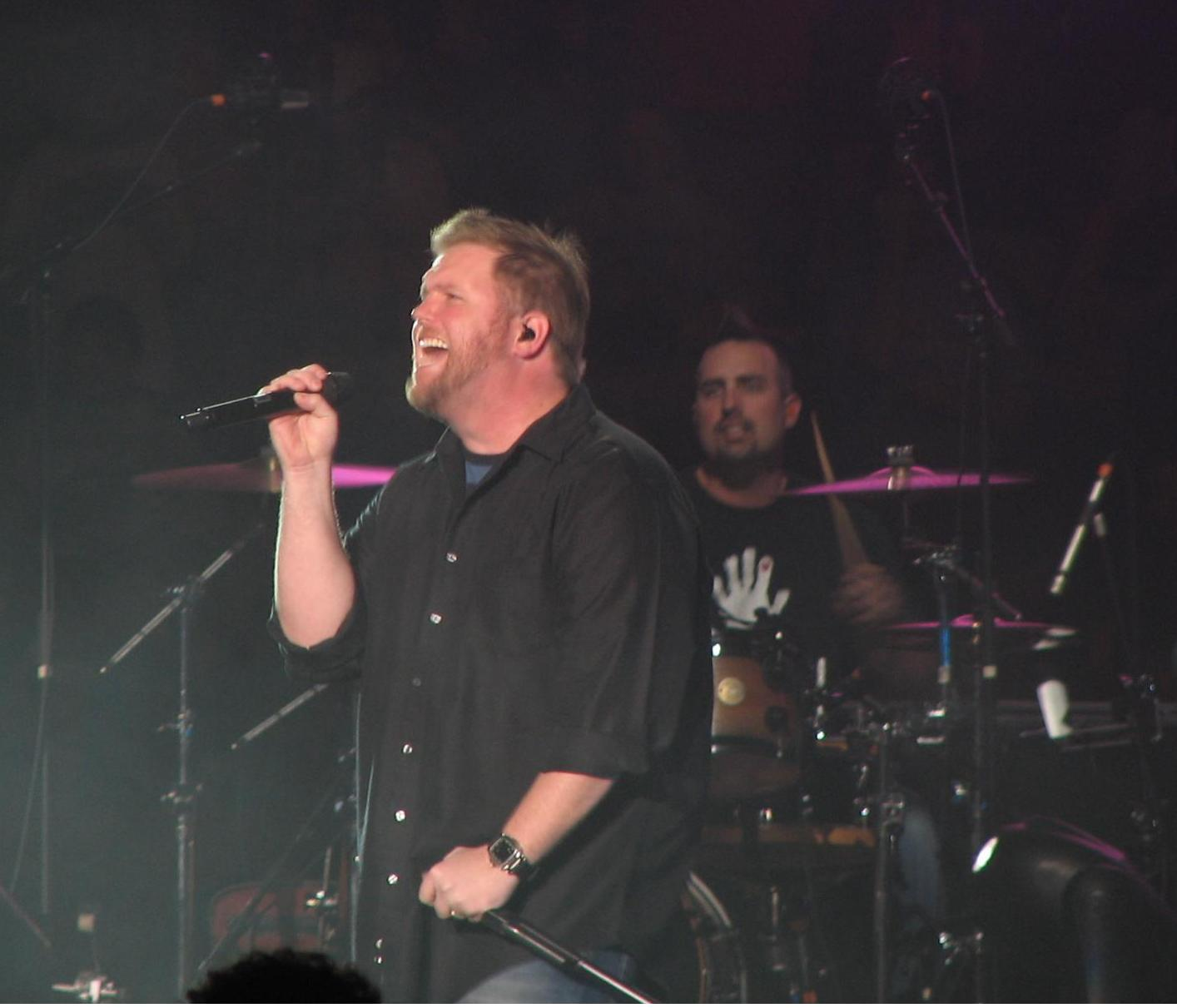
MercyMe ostenta el récord del grupo musical con más canciones que alcanzaron el primer lugar en el listado cristiano.

Christian Songs (originalmente llamado Hot Christian Songs o National Christian Audience) es una lista musical en Estados Unidos que aparece semanalmente en la revista Billboard. Lista las 50 canciones cristianas más populares, calculadas por el número de veces que se emiten en estaciones de radio cristianas. El conteo no incluye ventas por descargas digitales puesto que tal conteo forma parte del listado de Christian Digital Songs.
A partir del gráfico con fecha del 7 de diciembre de 2013, el gráfico sigue la misma metodología utilizada por Hot 100 para compilar sus clasificaciones. La lista Christian Airplay se creó al unísono con el cambio para continuar monitoreando la reproducción de canciones en la radio cristiana. A partir de la edición del 16 de julio de 2022, el sencillo número uno actual es "In Jesus Name (God of Possible)" de Katy Nichole.

## Récords

### Artistas con más canciones que alcanzaron el primer lugar.
MercyMe (13)
Casting Crowns (9)
Jeremy Camp (6)
Third Day (6)
Chris Tomlin (6)
TobyMac (6)
Matthew West (5)
Lauren Daigle (5)
Kanye West (4)

### Canciones que estuvieron más semanas en el primer lugar.
| Número de semanas | Artista(s)                       | Canción                                   | Año(s)              |
| ----------------- | -------------------------------- | ----------------------------------------- | ------------------- |
| 132               | Lauren Daigle                    | "You Say"                                 | 2018–21             |
| 61                | Hillsong United                  | "Oceans (Where Feet May Fail)"            | 2013–14, 2015, 2016 |
| 37                | Hillsong Worship                 | "What a Beautiful Name"                   | 2017–18             |
| 26                | Carrie Underwood                 | "Something in the Water"                  | 2014–15             |
| 23                | MercyMe                          | "Word of God Speak"                       | 2003                |
| 19                | Needtobreathe                    | "Brother"                                 | 2015                |
| 19                | Casting Crowns                   | "East to West"                            | 2007                |
| 19                | Brandon Heath                    | "Give Me Your Eyes"                       | 2008                |
| 18                | Chris Tomlin                     | "Made to Worship"                         | 2006                |
| 18                | Lauren Daigle                    | "Trust in You"                            | 2015                |
| 18                | Cory Asbury                      | "Reckless Love"                           | 2018                |
| 17                | Matthew West                     | "Hello, My Name Is"                       | 2013                |
| 17                | Katy Nichole                     | "In Jesus Name (God of Possible)"         | 2022                |
| 15                | Jeremy Camp                      | "Take You Back"                           | 2005                |
| 15                | Building 429                     | "Where I Belong"                          | 2012                |
| 15                | Chris Tomlin                     | "Whom Shall I Fear (God of Angel Armies)" | 2013                |
| 15                | Hillary Scott & The Scott Family | "Thy Will"                                | 2016                |

## Hits de 2011
| Fecha           | Canción                             | Artista            | # semanas en 1° |
| --------------- | ----------------------------------- | ------------------ | --------------- |
| 1 de enero      | «Christmas This Year»               | TobyMac            | 2               |
| 15 de enero     | «Starry Night»                      | Chris August       | 1 (6)           |
| 22 de enero     | «Your Love»                         | Brandon Heath      | 8               |
| 19 de marzo     | «Beautiful»                         | MercyMe            | 1               |
| 26 de marzo     | «You Are More»                      | Tenth Avenue North | 4               |
| 23 de abril     | «Glorious Day (Living He Loved Me)» | Casting Crowns     | 8               |
| 18 de junio     | «Stronger»                          | Mandisa            | 1               |
| 25 de junio     | «Blessings»                         | Laura Story        | 4               |
| 23 de julio     | «You Love Me Anyway»                | Sidewalk Prophets  | 1               |
| 30 de julio     | «Glorious Day (Living He Loved Me)» | Casting Crowns     | 1(9)            |
| 6 de agosto     | «You Love Me Anyway»                | Sidewalk Prophets  | 1(2)            |
| 13 de agosto    | «The Way»                           | Jeremy Camp        | 1               |
| 20 de agosto    | «I Lift My Hands»                   | Chris Tomlin       | 1               |
| 27 de agosto    | «The Way»                           | Jeremy Camp        | 1 (2)           |
| 3 de septiembre | «Move»                              | MercyMe            | 9               |
| 5 de noviembre  | «Courageous»                        | Casting Crowns     | 4               |
| 3 de diciembre  | «My Hope Is In You»                 | Aaron Shust        | 1               |
| 10 de diciembre | «Courageous»                        | Casting Crowns     | 1 (5)           |
| 17 de diciembre | «Strong Enough To Save»             | Tenth Avenue North | 3               |

## Hits de 2012
| Fecha            | Canción                           | Artista                         | # semanas en 1° |
| ---------------- | --------------------------------- | ------------------------------- | --------------- |
| 7 de enero       | «Jesus Is Alive»                  | Josh Wilson                     | 1               |
| 14 de enero      | «My Hope Is In You»               | Aaron Shust                     | 8 (9)           |
| 10 de marzo      | «Where I Belong»                  | Building 429                    | 15              |
| 23 de junio      | «The Hurt & The Healer»           | MercyMe                         | 5               |
| 28 de julio      | «10,000 Reasons (Bless The Lord)» | Matt Redman                     | 5               |
| 1 de septiembre  | «Me Without You»                  | TobyMac                         | 1               |
| 8 de septiembre  | «10,000 Reasons (Bless The Lord)» | Matt Redman                     | 3 (8)           |
| 29 de septiembre | «Me Without You»                  | TobyMac                         | 1 (2)           |
| 8 de septiembre  | «10,000 Reasons (Bless The Lord)» | Matt Redman                     | 5 (13)          |
| 10 de noviembre  | «Redeemed»                        | Big Daddy Weave                 | 4               |
| 8 de diciembre   | «I Need A Miracle»                | Third Day                       | 1               |
| 8 de diciembre   | «One Thing Remains»               | Passion feat. Kristian Stanfill | 2               |
| 29 de diciembre  | «Christmas Time Again»            | Steven Curtis Chapman           | 1               |

## Hits de 2013
| Fecha            | Canción                                   | Artista                         | # semanas en 1° |
| ---------------- | ----------------------------------------- | ------------------------------- | --------------- |
| 5 de enero       | «Christmas Time Again»                    | Steven Curtis Chapman           | 1 (2)           |
| 12 de enero      | «Redeemed»                                | Big Daddy Weave                 | 3 (7)           |
| 2 de febrero     | «One Thing Remains»                       | Passion feat. Kristian Stanfill | 1 (3)           |
| 9 de febrero     | «Whom Shall I Fear (God Of Angel Armies)» | Chris Tomlin                    | 3               |
| 2 de marzo       | «One Thing Remains»                       | Passion feat. Kristian Stanfill | 1 (4)           |
| 9 de marzo       | «Whom Shall I Fear (God Of Angel Armies)» | Chris Tomlin                    | 12 (15)         |
| 1 de junio       | «Hello, My Name Is»                       | Matthew West                    | 17              |
| 28 de septiembre | «Overcomer»                               | Mandisa                         | 10              |
| 7 de diciembre   | «Oceans (Where Feet May Fail)»            | Hillsong United                 | 4               |

## Hits de 2014
| Fecha         | Canción                        | Artista          | # semanas en 1° |
| ------------- | ------------------------------ | ---------------- | --------------- |
| 4 de enero    | «Oceans (Where Feet May Fail)» | Hillsong United  | 41 (45)         |
| 18 de octubre | «Something In The Water»       | Carrie Underwood | 3               |

## Otros logros
- La brecha más larga entre los éxitos n.º 1 en Hot Christian Songs para un artista es de 7 años, 10 meses, 2 días por Building 429. Su sencillo "Where I Belong" alcanzó el n.º 1 el 10 de marzo de 2012, siendo su primera vez en la cima desde "Glory Defined" el 8 de mayo de 2004.
- MercyMe tiene la brecha récord entre el primer y el más reciente n.º 1 en Hot Christian Songs durante el período de tiempo más largo: 14 años, 7 meses y 22 días. La primera de veintitrés semanas en el n.º 1 de "Word of God Speak" de MercyMe fue el 16 de agosto de 2003. La última semana en el n.º 1 de "I Can Only Imagine" fue el 7 de abril de 2018, después de que entró en las listas coincidiendo con el estreno de la película del mismo título.
- El récord de la espera más larga desde el debut de un artista en Hot Christian Songs hasta su primer n.º 1 pertenece a Skillet, con 10 años, 2 meses, 10 días entre el momento en que entraron por primera vez en la lista de Hot Christian Songs con "Rebirthing" (28 de octubre de 2006) y el primero de una semana en el n.º 1 con "Feel Invincible" (7 de enero de 2017).
- Kanye West es el único artista que ocupa todo el top 10 a la vez y lo ha hecho dos veces.
- Reba McEntire (60 años) es la artista de mayor edad en encabezar la lista. Su versión de "Back to God" encabezó la lista el 18 de febrero de 2017.
- Anne Wilson (19 años) es la artista más joven en encabezar la lista. Su canción "My Jesus" encabezó la lista el 14 de agosto del 2021.
- Danny Gokey tiene la mayor cantidad de entradas en la tabla sin lograr un hit número uno (21).
- Jordan Smith se convirtió en el primer artista masculino en reemplazarse a sí mismo en el número uno de la lista; La versión de Smith de "Hallelujah" destronó su versión de "Great Is Thy Faithfulness" el 19 de diciembre de 2015. Carrie Underwood se convirtió en la primera artista femenina, cuando su colaboración con John Legend de "Hallelujah" reemplazó su canción "Favorite Time of Year" el 26 de diciembre de 2021.